# Александрова Віра Данилівна
Віра Данилівна Александрова (30 серпня 1910, Санкт-Петербург, Російська імперія -16 січня 1989, Ленінград
, СРСР) — радянська ботанікиня, докторка біологічних наук, фахівчиня у галузі геоботаніки і тундрознавства, дослідниця рослинності Арктики.

## Життєпис
1932 року закінчила кафедру геоботаніки біологічного факультету ЛДУ.
Від 1932 до 1937 року працювала у Всесоюзному арктичному інституті, протягом 1937—1938 років — в Інституті полярного землеробства, тваринництва і промислового господарства, у 1939—1940 роках — у Всесоюзному інституті рослинництва.
В 1940—1941 роках — старша лаборантка на кафедрі геоботаніки ЛДУ. Протягом 1941—1945 років — наукова співробітниця Хоперського заповідника.
1945 року вступила до аспірантури Арктичного науково-дослідного інституту. 1948 року захистила кандидатську дисертацію на тему «Рослинність південного острова Нової Землі між 70° 56' і 72° 15' пн. ш.».
Протягом 1949—1952 років працювала в Інституті лісу АН СРСР.
Від 1953 року — співробітниця Ботанічного інституту ім. В. Л. Комарова.
1955 року підписала «Лист трьохсот».
1964 року було присвоєно ступінь доктора біологічних наук за сукупністю опублікованих робіт на підставі доповіді.

## Вибрані праці
Автор та співавтор понад 100 наукових і науково-популярних праць.
- Александрова В. Д. Кормовая характеристика растений Крайнего Севера. — Л.—М. : Изд-во Главсевморпути, 1940. — 96 с. — (Труды Научно-исследовательского института полярного земледелия, животноводства и промыслового хозяйства. Серия «Оленеводство»).
- Александрова В. Д. Опыт определения надземной и подземной массы растений в арктической тундре // Ботанический журнал. — 1958. — Т. 42, № 12. — С. 1748—1761. — ISSN 0006-8136.
- Александрова В. Д. Растительное сообщество в свете некоторых идей кибернетики // Бюллетень Московского общества испытателей природы. Отдел биологический. — 1961. — Т. 66, вип. 3. — С. 101—113. — ISSN 0027-1403.
- Александрова В. Д. Опыт анализа явлений саморегуляции в фитоценозе с точки зрения некоторых идей кибернетики // Применение математических методов в биологии. — Л. : Изд-во ЛГУ, 1963. — С. 37—46.
- Александрова В. Д. О возможности применения идей и методов кибернетики в лесной биогеоценологии // Основы лесной биогеоценологии. — М. : Изд-во АН СССР, 1964. — С. 501—510.
- Александрова В. Д. Изучение смен растительного покрова // Полевая геоботаника. — М.—Л. : Наука, 1964. — Т. 3. — С. 300—447.
- Александрова В. Д. Классификация растительности : Обзор принципов классификации и классификац. систем в разных геоботан. школах. — Л. : Наука, 1969. — 275 с.
- Александрова В. Д. Об объектах биогеоценологии // Ботанический журнал. — 1971. — Т. 56, № 9. — С. 1225—1238. — ISSN 0006-8136.
- Александрова В. Д. Геоботаническое районирование Арктики и Антарктики. — Л. : Наука, 1977. — 188 с. — (Комаровские чтения).
- Александрова В. Д. Растительность полярных пустынь СССР. — Л. : Наука, 1983. — 143 с.
- Александрова В. Д.  Геоботаническое районирование Нечерноземья европейской части РСФСР. — Л. : Наука, 1989. — 64 с.

## Родина
Брат О. Д. Александров — математик, фізик, академік РАН.